# Вдовин, Михаил Вячеславович
Михаи́л Вячесла́вович Вдо́вин (род. 15 января 1967, Саранск) — советский и российский легкоатлет, специалист по бегу на короткие дистанции. Выступал за сборные СССР, СНГ и России по лёгкой атлетике в 1986—1999 годах, бронзовый призёр чемпионата мира в помещении, обладатель бронзовых медалей Игр доброй воли и чемпионата Европы, многократный победитель и призёр первенств национального значения, действующий рекордсмен России в эстафете 4 × 200 метров в помещении, участник летних Олимпийских игр в Атланте. Представлял Пензенскую область и ЦСКА. Заслуженный мастер спорта России (2003). Также известен как тренер и преподаватель. Кандидат педагогических наук (2001).

## Биография
Михаил Вдовин родился 15 января 1967 года в городе Саранске Мордовской АССР. Впоследствии постоянно проживал в Пензе, в 1984 году окончил пензенскую среднюю школу № 31, в 1991 году окончил Пензенский политехнический институт, где затем работал преподавателем на кафедре физического воспитания.
Занимался лёгкой атлетикой под руководством заслуженного тренера России Николая Александровича Сидорова.
Впервые заявил о себе на международном уровне в сезоне 1986 года, когда вошёл в состав советской национальной сборной и выступил в беге на 200 метров на юниорском мировом первенстве в Афинах.
В 1990 году на дистанции 200 метров выиграл бронзовую медаль на зимнем чемпионате СССР в Челябинске, завоевал золотую медаль на летнем чемпионате СССР в Киеве, финишировал восьмым на Играх доброй воли в Сиэтле.
В 1991 году на чемпионате страны в рамках X летней Спартакиады народов СССР в Киеве стал бронзовым призёром в беге на 200 метров и серебряным призёром в эстафете 4 × 100 метров.
В 1992 году в дисциплине 200 метров взял бронзу на зимнем чемпионате России в Волгограде и на летнем чемпионате СНГ в Москве.
В 1993 году на соревнованиях Pearl International Games в Глазго установил ныне действующий национальный рекорд России в эстафете 4 × 200 метров в помещении — 1:23,04. Позже на Кубке Европы в Риме с национальным рекордом России 3:00,75 занял второе место в эстафете 4 × 400 метров и помог своим соотечественникам выиграть мужской командный зачёт. Был третьим в беге на 400 метров на чемпионате России в Москве, стал пятым в эстафете 4 × 400 метров на чемпионате мира в Штутгарте.
В 1994 году на дистанции 400 метров победил на зимнем чемпионате России в Липецке и стал серебряным призёром на чемпионате Европы в помещении в Париже. Был вторым в эстафете 4 × 400 метров на Кубке Европы в Бирмингеме, показал второй результат в беге на 400 метров на чемпионате России в Санкт-Петербурге. Принимал участие в чемпионате Европы в Хельсинки, где финишировал шестым в дисциплине 400 метров и получил бронзу в эстафете 4 × 400 метров. В составе команды Европы занял также третье место в эстафете 4 × 400 метров на Кубке мира в Лондоне, оказался третьим на Играх доброй воли в Санкт-Петербурге.
В 1995 году в беге на 400 метров победил на зимнем чемпионате России в Волгограде, затем побывал на чемпионате мира в помещении в Барселоне, откуда привёз награду бронзового достоинства, выигранную в той же дисциплине. По итогам сезона удостоен почётного звания «Мастер спорта России международного класса».
В 1996 году выиграл бег на 400 метров на зимнем чемпионате России в Москве, в той же дисциплине взял бронзу на летнем чемпионате России в Санкт-Петербурге. Благодаря череде удачных выступлений удостоился права защищать честь страны на летних Олимпийских играх в Атланте — стартовал в эстафете 4 × 400 метров вместе с Дмитрием Косовым, Иннокентием Жаровым и Русланом Мащенко, но не смог пройти дальше предварительного квалификационного этапа.
После атлантской Олимпиады Вдовин ещё в течение некоторого времени оставался в составе российской легкоатлетической сборной и продолжал принимать участие в крупнейших международных турнирах. Так, в 1997 году он отметился выступлением в эстафете 4 × 400 метров на чемпионате мира в Афинах.
В 1998 году в беге на 400 метров выиграл серебряную медаль на зимнем чемпионате России в Москве, стал бронзовым призёром на летнем чемпионате России в Москве, участвовал в чемпионате Европы в Будапеште.
В 1999 году на Кубке Европы в Париже занял третье место в эстафете 4 × 400 метров, находился в составе эстафетной команды на чемпионате мира в Севилье.
Завершил спортивную карьеру по окончании сезона 2000 года.
После завершения спортивной карьеры занимался преподавательской деятельностью: доцент (1999), кандидат педагогических наук (2001), заслуженный мастер спорта России (2003). Позднее проявил себя на тренерском поприще, работал в Центре олимпийской подготовки по лёгкой атлетике Москомспорта и в Спортивной школе олимпийского резерва ЦСКА.

## Награды
- Юбилейная медаль «100 лет Центральному спортивному клубу Армии» (5 июля 2023) — за разумную инициативу, усердие и отличие по службе, добросовестное исполнение трудовых обязанностей[7].